# Noc generałów
Noc generałów (ang. The Night of the Generals) – film wojenny powstały w koprodukcji brytyjsko-francusko-amerykańskiej w reżyserii Anatole’a Litvaka z 1967 roku.

## Fabuła
Akcja filmu zaczyna się kilka lat po zakończeniu II wojny światowej. Inspektor Morand (Philippe Noiret) z policji francuskiej wznawia śledztwo w sprawie niewyjaśnionego morderstwa popełnionego w Paryżu w 1942 roku. Kojarzy je z bliźniaczą zbrodnią, której dokonano wcześniej w okupowanej Warszawie. Ofiarą zabójcy padła wówczas prostytutka, jak się później okazało, niemiecka agentka. Jedyny świadek przestępstwa widział generalskie lampasy na spodniach wychodzącego od kobiety mężczyzny. Prowadzący wówczas dochodzenie major Grau (Omar Sharif) podejrzewał, że sprawcą mordu jest jeden z urzędujących w Warszawie hitlerowskich generałów. Podczas prowadzonego śledztwa ginie. Po latach Morand, dawny współpracownik Graua, chce odnaleźć winnych obu zabójstw.

## Realizacja
- Scenariusz oparto na wydanej w 1962 roku powieści Hansa Hellmuta Kirsta Noc generałów.
- Część fabuły dzieje się w okupowanej Warszawie, stąd też tłem dla poczynań bohaterów jest autentyczne Stare Miasto, Łazienki, plac Trzech Krzyży i okolice ulicy Złotej.
- W rolach epizodycznych pojawiło się kilkunastu aktorów polskich (m.in. Józef Nalberczak, Mieczysław Stoor), a jednym z asystentów reżysera był Andrzej Żuławski.